# Okolicsányi Kristóf

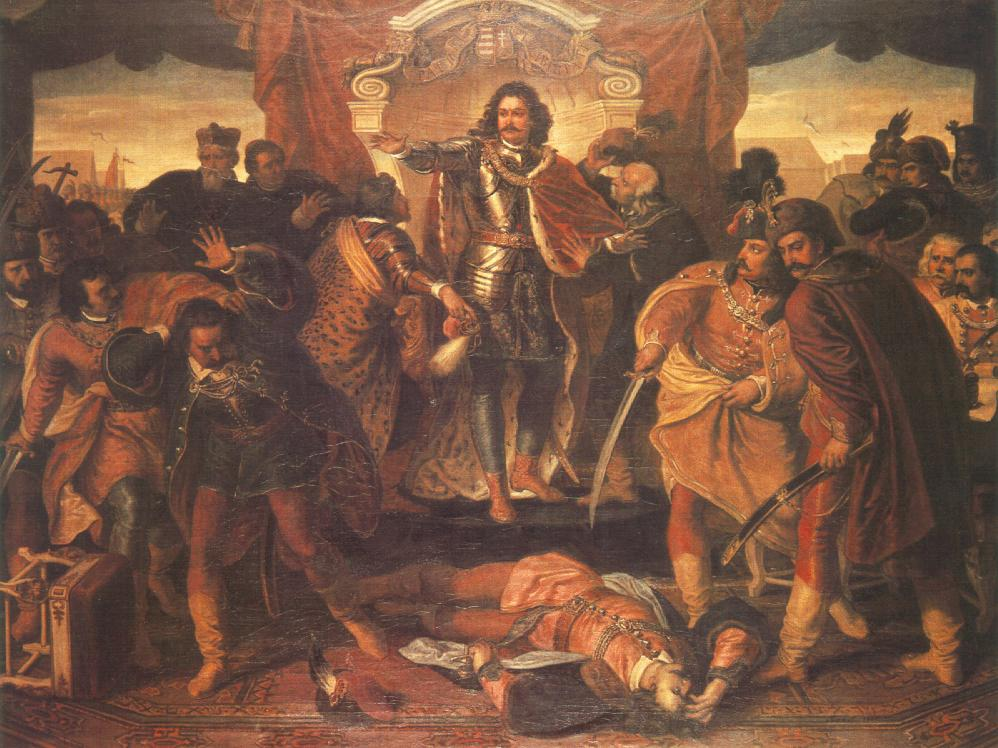
Than Mór: Az ónodi országgyűlés

Okolicsányi Kristóf (? – Ónod, 1707. június 9.) Turóc vármegye alispánja.  1707. június 6-án az ónodi országgyűlésen turóc vármegyei követtársával, Rakovszky Menyhérttel együtt a Habsburgokkal történő megbékélés képviselője volt.
Az ónodi országgyűlésen először a pénzügyeket rendezték. Jelentékeny adót szavaztak meg a katonaság eltartására, de Túróc vármegye követei a vörösrézből vert pénz értékvesztése miatt elégedetlenséget szítottak egy általuk megszövegezett körlevélben. Rákóczi a bécsi udvar ármánykodását látta a körlevélben megfogalmazottakban és azt hitte, hogy a turóci küldöttek békére akarják őt kényszeríteni. A megye követei, Rakovszky és Okolicsányi, a körlevélben foglaltak mellett szólaltak fel. Ekkor a fejedelem szenvedélyes beszédben elkeseredésének adott hangot a túróci követek ellenállása miatt, amit az akarata ellen kifejtettek. Édes nemzetem, hát ezt érdemlettem sok szenvedés, hazám ügye mellett való fáradságom után? Vagy öljetek meg, avagy nyeljen el a föld, készebb vagyok az ország egyik szegletiben megvonnom magamat, mintsem remélett köszönet helyett tirannusnak mondatnom. A gyűlés azonban hallgatott, amit Rákóczi  a turóci követek melletti kiállásnak tekintett. Ekkor Bercsényi Miklós és Károlyi Sándor is kardot rántottak és lekaszabolták Rakovszkyt. Okolicsányi ekkor még csak megsebesült. A kuruc rendek másnap elhatározták Turóc megye megsemmisítését, a területét felosztották, zászlóját összetörték, Okolicsányit pedig lefejezték. Turóc vármegye többi jelen lévő képviselőjét bebörtönözték. Ezután 1707. június 14-én az országgyűlés egyöntetűen elfogadta a Magyarország függetlenségéről szóló nyilatkozatot.
Az ónodi országgyűlésen a kurucok a Habsburg-házat trónvesztettnek nyilvánították és II. Rákóczi Ferencet megválasztották Magyarország fejedelmének. A turóci követeket pedig az elszakadáspárti kuruc rendek az országgyűlési sátorban kardélre hányták.